# 1–29 Park Circus

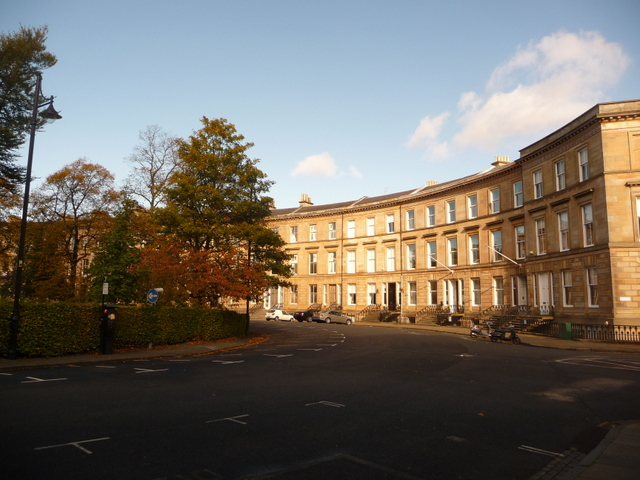
1–29 Park Circus

Unter der Adresse 1–29 Park Circus in der schottischen Stadt Glasgow befindet sich ein Ensemble von Wohngebäuden. 1970 wurde das Bauwerk als Einzeldenkmal in die schottischen Denkmallisten in der höchsten Denkmalkategorie A aufgenommen. Des Weiteren ist das Bauwerk Teil eines umfassenderen Denkmalensembles der Kategorie A.

## Geschichte
Der nördliche Bogen des Park Circus wurde 1855 durch den schottischen Architekten Charles Wilson entworfen. Die Umsetzung erfolgte in drei Bauphasen. Bis 1859 entstanden die Häuser 1 bis 19. Der zweite Bauabschnitt (18 bis 21) war bis 1863 abgeschlossen. Die Häuser 23 bis 29 entstanden bis 1873.
Haus Nummer 22 wurde erst um 1872 ausgeführt. Zwischen 1897 und 1905 wurden der Innenraum des Hauses durch Salmon, Son & Gillespie überarbeitet und ein Billardsalon hinzugefügt. William Leiper wurde 1891 mit der Überarbeitung des Innenraums von Haus Nummer 18 1905 wurde Haus Nummer 3 durch John Archibald Campbell ergänzt. In Haus Nummer 19 wurde zeitweise ein Theater betrieben. 1955 wurde es durch Gillespie, Kidd & Coia zu einem Gebetshaus umgestaltet.

## Beschreibung
Die dreistöckige Gebäudezeile umfasst in einem weiten Bogen den nördlichen Abschnitt des Park Circus, dem Zentrum des Park Districts nordwestlich des Glasgower Stadtzentrums. In der Platzmitte befindet sich eine ovale Grünfläche. Östlich schließt das Ensemble 1–17 Park Circus Place an, den westlichen Abschluss bildet das Ensemble 1–5 Park Gate. Die Häuser sind im historisierenden Italianate-Stil ausgestaltet. Ihre Hauptfassaden sind jeweils drei Achsen weit. Die beiden abschließenden sowie die drei zentralen Häuser treten leicht aus der Fassadenflucht heraus. Im Bereich des Erdgeschosses ist das Mauerwerk rustiziert. Die Eingangstüren sind über kurze Vortreppen mit gusseisernen Geländern zugänglich. Die zweiflügligen Türen sind mit Kämpferfenstern und flankierenden Seitenfenstern gearbeitet. Die Fenster des ersten Obergeschosses schließen mit Architraven und schlichten Bekrönungen. Unterhalb der Fenster gliedern Fenstergesimse die Fassade. Die Fassade schließt mit einem Kranzgesimse. Die Dächer sind mit Schiefer eingedeckt.